# Рубла (Бузау)
Рубла (рум. Rubla) насеље је у Румунији у округу Бузау у општини Ваља Рамникулуј. Oпштина се налази на надморској висини од 100 m.

## Становништво
Према подацима из 2002. године у насељу је живело 1267 становника, од којих су сви румунске националности.